# Detachable Penis
 (janvier 2008).
 (août 2013).
Si vous disposez d'ouvrages ou d'articles de référence ou si vous connaissez des sites web de qualité traitant du thème abordé ici, merci de compléter l'article en donnant les références utiles à sa vérifiabilité et en les liant à la section « Notes et références ».
Detachable Penis (en français Pénis Détachable) est une chanson anglaise de King Missile (en) sortie en 1993.
C'est la chanson la plus célèbre de King Missile (en). La chanson parle d'un homme qui se plaint de la perte de son pénis. Le titre de chanson est répété avec un intervalle de 4 secondes.

## Paroles
Le narrateur se réveille avec une mauvaise gueule de bois et un pénis absent. Il regarde autour de son appartement et ne parvient pas à le trouver.
Il appelle tous ses amis et demande où il pourrait être, et ils ne peuvent pas le trouver. Déprimé, le narrateur part se promener, et voit son pénis à vendre sur une couverture à côté d'un grille-pain cassé dans une ruelle.
Le vendeur vend « le pénis détachable » pour 22 dollars, et le narrateur réussi à marchander pour l'avoir à 17 dollars. Après avoir repris son pénis, il rentre chez lui, le nettoie, se le remet en place, et redevient heureux. La chanson se conclut ironiquement sur les paroles « quoique parfois ce soit difficile à supporter, j'aime bien avoir un pénis détachable ».

## Musique
La musique de Detachable Penis se compose essentiellement d'une distorsion, un riff de guitare électrique retard traité soutenu par des rainures d'orgue et batterie avec brève improvisation de guitare. Pour la plupart de la piste, l'expression titulaire est chanté avec un intervalle de quatre secondes environ, ou plus exactement deux 4/4 barres, la longueur du riff de guitare. Le riff offre un terrain harmonique de C # min - G Maj - Amaj, qui reste inchangé pendant toute la chanson.

## Clip
Le clip a été réalisé par Richard Kern à la suggestion du batteur Roger Murdock.
La vidéo se compose d'une représentation visuelle littérale du récit de la chanson, entrecoupées de plans du groupe en train de jouer et d'une femme anonyme simulant d'attacher et détacher l'organe titulaire (représenté par un godemiché avec scrotum et testicules artificiels).

## Accueil commercial
Detachable Penis est le premier single de l'album Happy Hour (1992), et est devenu un hit modeste, atteignant le 25e rang sur le Billboard Modern Rock Tracks chart.

## Dans le monde animal
En 2013, les chercheurs ont découvert que l'idée d'un pénis détachable n'est pas nouveau dans le monde animal. Ils ont découvert que la limace de mer Chromodoris reticulata se débarrasse de son pénis après un rapport sexuel, un nouveau repousse dans un délai d'environ 24 heures,.